# Inventario suplementario de monumentos históricos
La inscripción en el Inventario suplementario de monumentos históricos ( en francés: inscription à l'inventaire supplémentaire des monuments historiques, a veces abreviado como ISMH) instaurado por la Ley de 23 de julio de 1927 que completa el sistema de disposiciones de la ley de 31 de diciembre de 1913 sobre los monumentos históricos, es la apelación utilizada en Francia entre 1927 a 2005 para designar el derecho de propiedad en Francia de bienes muebles e inmuebles haciéndolos ahora objeto de una inscription au titre des monuments historiques.
La « inscription » (inscripción) es una preservación de monumentos históricos con gran interés a nivel regional, a diferencia del « classement » (clasificado), que es la protección de los monumentos de interés a nivel de toda la nación. Estos monumentos tienen un menor nivel de protección.
No hay que confundir el "inventario de monumentos históricos" y "Inventaire général du patrimoine culturel", realizado por el « services régionaux de l'inventaire ». Un edificio « à l'inventaire » o « inventorié » (inventariado) por lo tanto, no significa necesariamente un monumento histórico y no establece ninguna protección ni ningún perímetro de protección.